# Kawanishi E11K
Il Kawanishi E11K (?) fu un idrovolante a scafo centrale, monomotore, monoplano ad ala di gabbiano sviluppato dall'azienda aeronautica giapponese Kawanishi Kōkūki KK negli anni trenta.
Proposto come idroricognitore notturno, ruolo in cui non fu accettato, e poi come idrovolante da trasporto, venne impiegato dalla Dai-Nippon Teikoku Kaigun Kōkū Hombu, la componente aerea della Marina imperiale giapponese rimanendo in servizio durante la seconda guerra mondiale.

## Storia del progetto
Nel 1936 la Marina imperiale giapponese emise una specifica, indicata come 11 Shi, per la fornitura di un nuovo modello di idrovolante destinato a rimpiazzare l'Aichi E10A, o secondo la convenzione di designazione "lunga" Idrovolante da ricognizione Aichi Tipo 96, da utilizzare in missioni notturne di ricognizione aerea e pattugliamento marittimo nell'area dell'Oceano Pacifico, destinato ad individuare operazioni navali nemiche furtive e fuoco navale nemico in operazioni notturne comunicando in seguito i rilevamenti ai sottomarini per indirizzarli con esattezza sugli obiettivi.
A tal fine vennero contattate la Aichi Tokei Denki e la Kawanishi Kōkūki KK ed invitate a fornire due prototipi per una valutazione comparativa. Entrambi i modelli proposti erano caratterizzati da un impianto propulsivo in configurazione spingente ma mentre la Aichi propose un progetto più conservativo che riproponeva l'impostazione del modello a velatura biplana che era destinato a rimpiazzare, la Kawanishi presentò un velivolo che introduceva alcune soluzioni tecniche peculiari. Il nuovo modello Kawanishi, il cui sviluppo iniziò nell'ottobre 1936, era un idrovolante di costruzione interamente metallica dalle linee raccordate, monoplano, caratterizzato da un'ala a gabbiano montata a sbalzo, richiudibile verso coda per facilitare le operazioni di stoccaggio sugli incrociatori della Marina imperiale, che integrava i due galleggianti stabilizzatori retrattili verso l'esterno i quali, una volta in volo, si posizionavano nelle estremità alari. Il motore, un Hiro Type 91 12 cilindri a W raffreddato a liquido, era montato all'apice di un traliccio metallico sopra la cabina di pilotaggio, dove il radiatore del circuito di raffreddamento era montato in una carenatura sopra la parte posteriore dello scafo in modo che si trovasse nella scia dell'elica.
Il primo dei due prototipi Kawanishi, indicato secondo le convenzioni Idrovolante da ricognizione speciale sperimentale 11-Shi con la designazione "lunga" e E11K con quella "corta", venne portato in volo per la prima volta l'11 giugno 1937. Le successive prove rivelarono che il modello soffriva di scarsa stabilità in volo e scarsa maneggevolezza in acqua, inoltre in quella particolare installazione il motore tendeva a surriscaldarsi, quindi valutato parallelamente al concorrente Aichi E11A, che risultò possedere migliori capacità di volo e di stabilità sulla superficie acquatica, pur essendo dotato di una velocità massima inferiore, non venne accettato in favore di quest'ultimo.

## Impiego operativo
I due prototipi realizzati vennero modificati adottando un carrello d'atterraggio retrattile per poter operare dagli arenili, quindi proposti per essere utilizzati come aereo anfibio da trasporto/utility. In questo ruolo il modello venne accettato dalla Marina imperiale ed identificato come idrovolante da trasporto Tipo 97. Gli esemplari prodotti, secondo alcune fonti due mentre altre affermano tre, vennero utilizzati come idro da collegamento nei Kōkūtai (squadrone) da ricognizione della Dai-Nippon Teikoku Kaigun Kōkū Hombu, la componente aerea della Marina imperiale giapponese nel periodo precedente e durante la guerra del Pacifico, teatro operativo della più vasta seconda guerra mondiale.

## Utilizzatori
Giappone
- Dai-Nippon Teikoku Kaigun Kōkū Hombu